# Edcarlos Conceição Santos
Edcarlos Conceição Santos (Salvador, 10 mei 1985) is een Braziliaans voetballer, beter bekend als Edcarlos. 

## Biografie
Edcarlos is een jeugdproduct van São Paulo. Hij begon zijn carrière daar in 2003 en kon in 2005 met de club het Campeonato Paulista, de Copa Libertadores en het WK voor clubs winnen. In 2006 won hij met de club ook de landstitel. In 2007 ging hij naar het Portugese Benfica en speelde daarmee in de Champions League en UEFA Cup. Hij had er een contract voor vier seizoenen, maar werd in 2008 uitgeleend aan Fluminense, dat maar net een degradatie kon vermijden. Hij keerde kort terug naar Benfica en ging dan voor 1,3 miljoen euro naar het Mexicaanse Cruz Azul. Na enkele omzwervingen tekende hij in 2014 bij Atlético Mineiro en won er de Recopa Sudamericana, Copa do Brasil, Campeonato Mineiro en de Florida Cup. 

## Interlandcarrière
Edcarlos speelde interlands voor Brazilië onder 20. Hij maakte deel uit van de selectie voor het WK onder 20 in 2005 in Nederland. Brazilië reikte tot de halve finale, waarin met 2–1 van Argentinië onder 20 verloren werd. Edcarlos had een opvallende rol in de troostfinale van het toernooi tegen Marokko onder 20. Edcarlos maakte in de extra tijd van de eerste helft een eigen doelpunt, waardoor Marokko op voorsprong kwam. Pas in de 88ste minuut maakte Brazilië via Fabio Santos gelijk, waarna Edcarlos in de eerste minuut van de extra tijd toesloeg en Brazilië het brons pakte. 